# إمبن
إمْبَنّ هي إحدى بلديات ولاية البراكنة الموريتانية. 